# Епархия Раротонга
Епархия Раротонга (лат. Dioecesis Rarotonganus) — епархия Римско-Католической Церкви с центром в городе Аваруа на острове Раротонга. Епархия включает в себя также острова Кука и остров Ниуэ. Епархия Раротонга входит в архиепархию Сувы.

## История
27 ноября 1922 года Святым Престолом была создана Апостольская префектура островов Кука и Мнихики. 11 августа 1926 года Апостольская префектура островов Кука и Мнихики была переименована в Апостольскую префектуру островов Кука. 12 февраля 1948 года Римский папа Пий XII буллой «Congruum sane» преобразовал Апостольскую префектуру островов Кука в Апостольский викариат островов Кука. 21 июня 1966 года Римский папа Павел VI буллой «Prophetarum voces» образовал епархию Раротонга.

## Ординарии
- епископ Bernardin Castanié, C.I.M. (1923 г. −1939 г.)
- епископ John David Hubaldus Lehman, C.I.M. (1939 г. −1959 г.)
- епископ Hendrick Joseph Cornelius Maria de Cocq, SS.CC. (1964 г. −1971 г.)
- епископ Джон Хуберт Роджерс, S. M. (1973 г. −1977 г.)
- епископ Denis George Browne (1977 г. −1983 г.)
- епископ Robin Walsh Leamy, S. M. (1984 г. −1996 г.)
- епископ Stuart France O’Connell, S. M. (1996 г. — по настоящее время)

## Источник
- Annuario pontificio, Ватикан, 2005